# Joe Soto
Jose Angel Longoria Soto, född 22 mars 1987 i Porterville, är en amerikansk MMA-utövare som sedan 2014 tävlar i organisationen Ultimate Fighting Championship.